# Utgard
Utgard (altnord. Útgarðr „Außenwelt“) ist in der nordischen Mythologie ein Gebiet außerhalb der von Menschen (Midgard) und Göttern (Asgard) bewohnten Welten. Es ist ein Wohnort für Riesen und Trolle. Nach der nordischen Kosmologie liegt sie im Osten. Der Herrscher dieser Welt ist der Riese Utgardloki.
Sagen berichten, dass die Riesen nach Utgard verbannt wurden und deshalb nicht nach Midgard zurückkehren können.
Der Utgard Peak in der Antarktis ist nach ihm benannt.